# Lanark-Sud
Pour les articles homonymes, voir Lanark (homonymie).
Lanark-Sud fut une circonscription électorale fédérale de l'Ontario, représentée de 1867 à 1917.
C'est l'Acte de l'Amérique du Nord britannique de 1867 qui divisa le comté de Lanark en deux districts électoraux, Lanark-Nord et Lanark-Sud. Abolie en 1914, la circonscription fut incorporée dans Lanark.

## Géographie
En 1882, la circonscription de Lanark-Sud comprenait:
- Les cantons de Bathurst, North Elmsley, Beckwith, South Sherbrooke, North Burgess, Drummond et Montague
- La ville de Perth
- Le village de Carleton Place

En 1903, la ville de Smith's Falls fut ajoutée à la circonscription, mais perdit le village de Carleton Place.

## Députés
1. 1867-1872 — Alexander Morris, CON
2. 1872-1913 — John Graham Haggart, CON
3. 1913-1917 — Adelbert Edward Hanna, CON

- CON = Parti conservateur du Canada (ancien)